# Ciutat Cooperativa
La Ciutat Cooperativa és un barri obrer de Sant Boi de Llobregat (Baix Llobregat), situat entre els barris de Marianao i la Colònia Güell (Santa Coloma de Cervelló). Segons estadístiques de 2019, té al voltant de 10.000 habitants.

## Serveis[2]

### Sanitat
- Hospital Sant Joan de Déu
- CAP Molí Nou

### Transport
- FGC: Estació de Molí Nou - Ciutat Cooperativa
- Línies d'autobús (ATM): SB1, L61, L70, L72, L76, L79, N13.

### Educació
- Escola Ciutat Cooperativa
- Escola Josep Maria Ciurana
- Col·legi Molí Nou

### Esportius
- Poliesportiu Pau Gasol
- Club Futbol Ciutat Cooperativa[3]

### Biblioteques
- Maria Aurèlia Capmany

### Altres
- Casal de barri
- Mercat de la Ciutat Cooperativa

## Urbanisme
La Ciutat Cooperativa es diferencia de Molí Nou fàcilment, ja que consta de blocs de pisos de 5 o 9 pisos i tots pintats iguals; mentre que Molí Nou està format per pisos més baixos i variats.

## Carrers principals
- C/ De les Cireres
- C/ Eduard Toldrà
- C/ Del mestre Lluís Millet
- C/ Frederic Mompou
- C/ Manuel de Falla
- C/ Mahatma Gandhi
- C/ Primer de Maig
- C/ Ramon Llull
- C/ Ventura i Gasol
- Camí vell de la Colònia
- Ronda de Sant-ramon